# Pierre Larsen (fodboldspiller, født 1959)
 Der er flere personer med dette navn, se Pierre Larsen.
Pierre Egeskov Larsen (født 22. januar 1959 i Værløse) er en dansk tidligere fodboldspiller, der sluttede karrieren som F.C. Københavns første anfører, og vandt klubbens første danske mesterskab.
I 2014 blev han det første medlem af F.C. Københavns Legends Club.

## Civil karriere
Pierre Larsen gik i folkeskole på Lille Værløse Skole, og blev senere uddannet købmand. I januar 1991, over to år før han afsluttede sin fodboldkarriere, blev han ansat i et byggemarked, da han blev ansvarlig for el-afdelingen i en Silvan-butik. Senere har han haft stillinger som butikschef hos STARK og Bygma. I april 2016 blev han ansat som erhvervssælger hos STARK på Frederiksberg. Ansat d.1 december 2018 i XL-Byg Måløv som erhverssælger. 